# Трабекулярна сітка

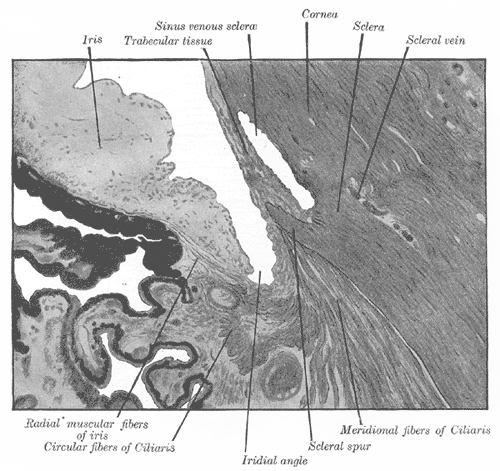
Будова кута передньої камери ока

Трабекулярна сітка (лат. spongium anguli iridocornealis) — це ділянка ока навколо основи рогівки поблизу циліарного тіла, що призначена для всмоктування водянистої вологи з передньої камери ока.
Трабекуляна сітка являє собою решітчасту структуру утворену з губчастої тканини, яка дозволяє рідині просочуватися в шлеммів канал, а звідти виводитися в кровоносну систему.
Трабекулярній сітці в невеликій мірі допомагає другий шлях відтоку — увеосклеральний (5—10%). Відтік по увеосклеральному шляху пришвидшується при використанні деяких медикаментів від глаукоми. Зокрема простагландинів (напр. ксалатан, траватан).

## Будова
Трабекуляна сітка ділиться на три частини з характерно різними ультраструктурами:
- Внутрішня увеальна сітка — розташована найближче до кута передньої камери ока, утворена з тонких тяжистих пластинкок, орієнтована головним чином радіально, відгороджує трабекулярний простір в більшій мірі як корнеосклеральна сітка
- Корнеосклеральна сітка — містить велику кількість еластину, розміщена у вигляді кількох шарів тонких, плоских, перфорованих листків. Вважається сухожилком циліарного м’яза[1].
- Юкстаканалікулярна сітка (ще відома під назвою решітчастої сітки) — прилягає безпосередньо до шлеммового каналу. Це тонка сполучнотканинна смужка покрита одним шаром епітеліальних клітин. За хімічним складом багата на глікозаміноглікани і глікопротеїни.

## Значення при глаукомі
Глаукома виникає при підвищенні внутрішньоочного тиску. Може спричинятися через посилене утворення водянистої вологи або через її сповільнене всмоктування. Трабекулярна сітка відводить основну частину водянистої вологи.